# Ory grófja
Az Ory grófja (franciául Le comte Ory) Gioachino Rossini kétfelvonásos operája. Szövegkönyvét Eugène Scribe és Charles-Gaspard Delestre-Poirson írták. Ősbemutatójára 1828. augusztus 20-án került sor a párizsi operaházban. Magyarországon 1962-ben mutatták be.

## Szereplők
| Szereplő     | Hangfekvés   |
| ------------ | ------------ |
| Ory gróf     | tenor        |
| Isolier      | mezzoszoprán |
| Raimbaud     | bariton      |
| Adele grófnő | szoprán      |
| Alice        | szoprán      |
| Ragonde      | mezzoszoprán |
| Flambeau     | basszus      |

## Cselekmény
Helyszín: Touraine, Franciaország
Idő: 1250  körül
Fourmoutiers várának környékén feltűnik egy rejtélyes remete, akiről csak barátja, Raimbaud tudja, hogy egy szoknyavadász, Ory grófja, aki így akarja meghódítani a vár úrnőjét, Adele grófnőt. A grófnő meglátogatja a remetét és elmeséli, hogy aggódik férje miatt, aki a Szentföldre ment harcolni a keresztesekkel. A remete, kihasználva az alkalmat, azt tanácsolja neki, hogy élje boldogan életét és legyen ismét szerelmes. A grófnő, aki bízik a remetében, megfogadja a tanácsot, de a remete megrökönyödésére szerelmének célpontja az apród: Isolier lesz. Az ál-remete majdnem bejut a várba, amikor megérkezik tanítója Flambeau és leleplezi. A grófnak másodszor, apácának öltözve sikerül bejutnia a grófnő szobájába, ahol felismeri, hogy az apród már betöltötte azt a szerepet, melyre ő oly nagyon vágyott. Az apród felismeri és bolondját járatja vele: a gróf a sötétben neki udvarol. Megérkezik a grófnő férje is, aki elől Ory gróf fejveszetten menekül.

## Híres részletek
- Que les destins prospères - A gróf áriája
- En proie à la tristesse - Adele áriája

## Diszkográfia
John Aler (Ory grófja), Cso Szumi (Adele), Raquel Pierotti (Dame Ragonde) stb.; Lyoni Opera Ének- és Zenekara, vez. Sir John Eliot Gardiner (1988) Philips 475 7014